# 红石砬子镇
红石砬子镇，是中华人民共和国吉林省吉林市桦甸市下辖的一个乡镇级行政单位。

## 行政区划
红石砬子镇下辖以下地区：
临江社区、红石社区、白山社区、色洛河村、红石砬子村、抽水洞村、鸡冠砬子村、一面街村、小红石村、八家子村、高兴村、加级河村、鸭绿沟村、临江村、隆兴村、会全村和老岭村。